# 4142-es mellékút (Magyarország)
A 4142-es számú mellékút egy bő 3 kilométer hosszú, négy számjegyű országos közút Szabolcs-Szatmár-Bereg vármegye keleti részén. Kisnamény és Jánkmajtis településeket köti össze.

## Nyomvonala
Kisnamény lakott területének nyugati részén ágazik ki a 4141-es útból, annak nem sokkal a 4+700 kilométerszelvénye után, délnyugat felé. Szinte azonnal külterületek közé ér, és majdnem pontosan az első kilométerénél átszeli Jánkmajtis határát. 2,4 kilométer után keresztezi a Nyíregyháza–Mátészalka–Zajta-vasútvonalat, nyílt vonali szakaszon, ami után már egyből belterületen folytatódik. Utolsó szakaszán Béke utca néven, de több irányváltással kanyarog az egykor önálló Jánk településrész házai között, amíg vissza nem tér a délnyugati irányhoz. Így ér véget, beletorkollva a 4127-es útba, annak majdnem pontosan a 38. kilométerénél.
Teljes hossza, az országos közutak térképes nyilvántartását szolgáló kira.gov.hu adatbázisa szerint 3,376 kilométer.

## Települések az út mentén
- Kisnamény
- Jánkmajtis